# بی‌پناه (فیلم ۲۰۱۶)
بی‌پناه (به انگلیسی: Exposed) یک فیلم مهیج و درام آمریکایی به کارگردانی و تألیف دکلان دیل است. کیانو ریوز، آنا د آرماس، کریستوفر مک‌دونالد و میرا سوروینو در این فیلم بازی می‌کنند. فیلم‌نامه این فیلم توسط جی مالک لینتون نوشته شده‌است. فیلم افشا به صورت اکران محدود و از طریق وی‌اودی، توسط لاینزگیت پرمیئر در ۲۲ ژانویه ۲۰۱۶ به نمایش درآمد.

## داستان
کیانو ریوز در نقش یک مأمور پلیس، در حال بررسی حقایق مرگ همکارش است. در همین حال یک زن جوان اهل آمریکای لاتین بعد از مشاهده یک معجزه، درگیر تجربیاتی عجیب می‌شود.

## بازیگران
- کیانو ریوز به عنوان اسکات گالبان
- آنا د آرماس به عنوان ایزابل دِ لا کروز
- کریستوفر مک دونالد به عنوان ستوان گالبان
- میرا سوروینو به عنوان خانی کالن
- بیگ ددی کین به عنوان بِلک
- ونسا آریل به عنوان الیسا
- لورا گومز به عنوان اوا
- مایکل ریسپولی
- اسماعیل کروز قرطبه به عنوان خوزه دِ لا کروز
- جانت دیلان به عنوان ماریسول دِ لا کروز

## تولید
در ۶ سپتامبر سال ۲۰۱۴ به گزارش خبرگزاری مهر به نقل از هالیوود ریپورتر، کیانو ریوز که در جشنواره فیلم تورنتو حضور دارد، در این جشنواره اعلام کرد با آنا دِ آرماس بازیگر کوبایی در فیلمی به کارگردانی دکلان دیل بازی خواهد کرد. همچنین در ۶ سپتامبر ۲۰۱۴ اعلام شد که بازیگران فیلم افشا (با نام اولیه دختر خدا) آنا دِ آرماس و کیانو ریوز است. درحالی که رابین گارلند و ریوز تولیدکنندگان این فیلم هستند.
در ۸ نوامبر، میرا سوروینو به فیلم پیوست.
بازیگران دیگر عبارتند از کریستوفر مک دونالد، بیگ ددی کین، مایکل ریسپولی، لورا گومز.

### نام دختر خدا به افشا تغییر کرد
عنوان اول این فیلم دختر خدا بود ولی کارگردان این فیلم خواست نامش به افشا یا بی‌پناه تغییر کند.
کارگردان این فیلم با عنوان «بی‌پناه» (Exposed) به دنبال تدوین دوباره و تغییراتی که نقشی در آن نداشته، خواستار حذف نامش از تیتراژ این فیلم شد.
به گزارش روزنامه «نیویورک پست»، جی مالیک لینتون ادعا می‌کند فیلم بدون حضور او دوباره تدوین شده و با آنچه که او جلوی دوربین برده به کلی فرق دارد. به‌این‌ترتیب، نام مستعار «دیکلان دیل» جایگزین نام لینتون در تیتراژ تریلر «بی‌پناه» شد که از ۲۲ ژانویه ۲۰۱۶ (جمعه ۲ بهمن) در سینماهای ایالات‌متحده و کانادا به نمایش درآمد.
«نیویورک پست» در گزارش اخیر خود و به نقل از «منابع موثق» مدعی شده، «لینتون با ریوز و استودیوی «لاینزگیت پرمیئر اختلاف‌های اساسی داشته» که در نهایت منجر به اعتراض این کارگردان ۴۱ ساله و حذف نام او از تیتراژ فیلم شده‌است.
با وجود این، «نیویورک پست» می‌نویسد مدیر برنامه‌های ریوز به کلی منکر دخالت این بازیگر در تدوین دوباره فیلم شده و گفته: «کیانو ریوز به هیچ‌وجه بر تدوین فیلم نظارت نداشته». یکی دیگر از افراد نزدیک به پروژه که نخواسته نامش فاش شود نیز گفته: «فیلم همان است که از اول بود. کیانو هم هرگز پایش به اتاق تدوین نرسیده‌است.»

### فیلم‌برداری
فیلمبرداری در اوایل ماه نوامبر ۲۰۱۴ در شهر نیویورک آغاز شد. در ۲۶ نوامبر، فیلمبرداری در بروکلین گرفته شده‌است.